# Друг Тыманчи
«Друг Тыманчи» (рабочее название «Мой друг Тыманчи») — советский художественный телефильм 1970 года о дружбе мальчика-эвенка Тыманчи и волчонка по кличке Аяврик. Действие происходит в посёлке Нидым. Кинолента содержит ценный этнографический материал.

## Сюжет
Отец мальчика по имени Тыманчи вынужденно застрелил в лесу самку-волчицу, но у неё остался щенок. Отец Тыманчи приносит из леса волчонка своему сыну в посёлок. Тыманчи и щенок очень сдружились. Мальчик нянчился с ним, втайне от матери таскал для волчонка со стола лучшие куски мяса. Однако жившие поблизости люди отрицательно отнеслись к самой идее сожительства волка — грозы оленьих стад — с людьми.

## В ролях
| Актёр                                          | Роль                                   |
| ---------------------------------------------- | -------------------------------------- |
| Саша Барбасенок                                | Тыманчи                                |
| Зинаида Пикунова (заслуженный учитель РСФСР)   | мать Тыманчи                           |
| Владимир Сынгалаев                             | отец Тыманчи                           |
| Афанасий Хромов                                | Гукчанча                               |
| Володя Каплин                                  | злой мальчик                           |
| Клавдия Кушникова                              | школьная учительница Антонина Ивановна |
| Валерий Мукто                                  | врач                                   |
| Николай Каплин                                 | врач                                   |
| Анатолий Амосов (будущий председатель Суглана) | школьник                               |

Закадровый текст читает Валентина Леонтьева.

## Признание
Фильм был признан лучшим на международном кинофестивале в Монте-Карло в 1970 году, а также получил премию «Золотая нимфа» за лучший сценарий. 